# Jacob Henricus Avis
Jacob Henricus Avis (Oostwoud, 15 september 1891 – Hoorn, 15 mei 1956) was een Nederlands politicus.
Hij werd geboren als zoon van Henricus Jacob Avis (1868-1943) en Trijntje Zijp (1865-1925). Zijn vader landbouwer maar deze werd in 1900 benoemd tot burgemeester van Midwoud. Zelf was hij aanvankelijk ook landbouwer maar ook volontair bij de gemeente Kwadijk. In 1934 volgde hij zijn vader op als burgemeester van Midwoud.
Tijdens dat burgemeesterschap overleed Avis in 1956 op 64-jarige leeftijd.